# Biblisheim
Biblisheim è un comune francese di 378 abitanti situato nel dipartimento del Basso Reno nella regione del Grand Est, disposto sulle rive del fiume Sauer.
Si trova nel cantone di Wœrth nella circoscrizione (arrondissement) di Wissembourg e fa parte della "Comunità di comuni Valle della Sauer" (Communauté de communes de Vallée de la Sauer) dal 1995.
Nel 1101 il conte Thierry di Montbéliard fondò un'abbazia di monache benedettine, dedicata alla Vergine e a san Giovanni Battista e ne fu badessa la figlia Gonthilde, venerabile morta nel 1131. La chiesa era stata ricostruita nel 1493 e gli edifici abbaziali furono ricostruiti tra il 1717 e il 1722. L'abbazia fu soppressa con la Rivoluzione francese e terre ed edifici furono venduti a privati e andarono distrutti. Nel 1809 fu costruita la chiesa al centro del villaggio sorto presso l'abbazia, dedicata ancora a San Giovanni Battista, che reimpiega alcune sculture e arredi provenienti dalla chiesa abbaziale. Nella prima metà del XIX secolo vi fu impiantata una filanda, attualmente dismessa. Un'abitazione attualmente privata costruita nella prima metà del XVIII secolo era probabilmente la maison des hôtes dove venivano ospitati i pellegrini. Nel XIX secolo fu attiva una raffineria, poi assorbita da quella di Merkwiller-Pechelbronn.

## Società

### Evoluzione demografica
Abitanti censiti